# ホルファディ
ホルファディ (Horufadhi, Horufadi) はソマリアのトゲアー地域にある町。プントランド・ソマリランド紛争の最前線の一つ。主な住民はデュルバハンテ氏族で、プントランドを支持する立場にあるが、その周辺をソマリランドが押さえているため、プントランド政府関係者が自由に出入りすることはできず、しかしソマリランドの支配が及んでいるとも言えず、事実上自治形態を取っている。
ソマリランドの行政区分ではトゲアー地域のブーホードレ地区とされている。プントランドの行政区分ではアイン地域のホルファディ地区とされている。

## 歴史
1951年に出版された本によると、ホルファディでは、イサック氏族のハバル・ジェロ支族のSolemadu支族、デュルバハンテ氏族のYahia支族の遊牧民が、乾季に井戸を使用していた。
デュルバハンテ氏族は、1991年に独立宣言したソマリランドへの参加を表明していたが、1998年にプントランドが独立宣言するとプントランドへの参加を表明し、2002年にプントランドがデュルバハンテ氏族居住地域の中心都市ラス・アノドに軍を進めて支配を本格化した。
2003年、プントランド政府はブーホードレ付近をアイン地域とすると宣言した。その中にはホルファディも含まれている。プントランド政府はアイン地域をブーホードレ地区、ウィドウィド地区、ホルファディ地区の3つに分けた。
2003年、ブーホードレ地区に住むデュルバハンテ氏族の若者がホルファディ付近でハバル・ジェロ氏族の男性を射殺した。若者は父の敵討ちのつもりだったが、人物を取り違えていたことが判明した。これをきっかけとしてデュルバハンテ氏族とハバル・ジェロ氏族が対立した。この対立にソマリランド政府とプントランド政府がそれぞれ介入しようとしたが、両氏族は外部の干渉を避けるため、長老同士の話し合いで問題を解決した。
2006年に水源を巡って氏族同士の紛争が起こっている。
2007年、ソマリランド軍がラス・アノドを支配し、以後、ソマリランドは徐々にデュルバハンテ氏族居住地域での支配領域を広げていった。
2010年5月、ウィドウィドでソマリランドと地元民兵の戦闘が起こり、住民はホルファディなど近隣の町に避難した。
2012年、デュルバハンテ氏族の反ソマリランド派がチャツモ国の独立を宣言。
2013年4月、共にデュルバハンテ氏族であるJaamac SiyaadとReer Hagarが武力衝突した。不明確だが、1名が死亡、2名が負傷したとの情報もあった。
2015年2月、ブーホードレ付近でチャツモ国派の民兵とソマリランド軍が戦闘を行い、ホルファディにソマリランド軍が侵入した。この時には「デュルバハンテ氏族はプントランドと親しい関係にある」と報じられている。
2017年7月、WHOはソマリアでコレラが流行していると発表し、ホルファディはその中心地のひとつに挙げられている。
2017年10月、チャツモ国の大統領がソマリランドへの帰属を表明。以後、チャツモ国の大半はソマリランドの支配下となったが、一部の都市はチャツモ国の存続を宣言し、プントランドとの関係を強化した。
2020年7月、ホルファディでダルバハンテの氏族同士（HagarとHayaag）の戦闘が発生した。プントランド政府の代表者は仲裁のためホルファディを訪問しようとしたが、途中の土地を押さえているソマリランド政府はこの訪問を拒絶し、無理に訪問すれば実力行使すると警告した。8月、サーヘールで調停会議が開かれ、和平が合意された。
2020年7月、プントランド水開発庁がホルファディ周辺の水不足と井戸の状況を調査した。